# Semlower Straße 17 (Stralsund)

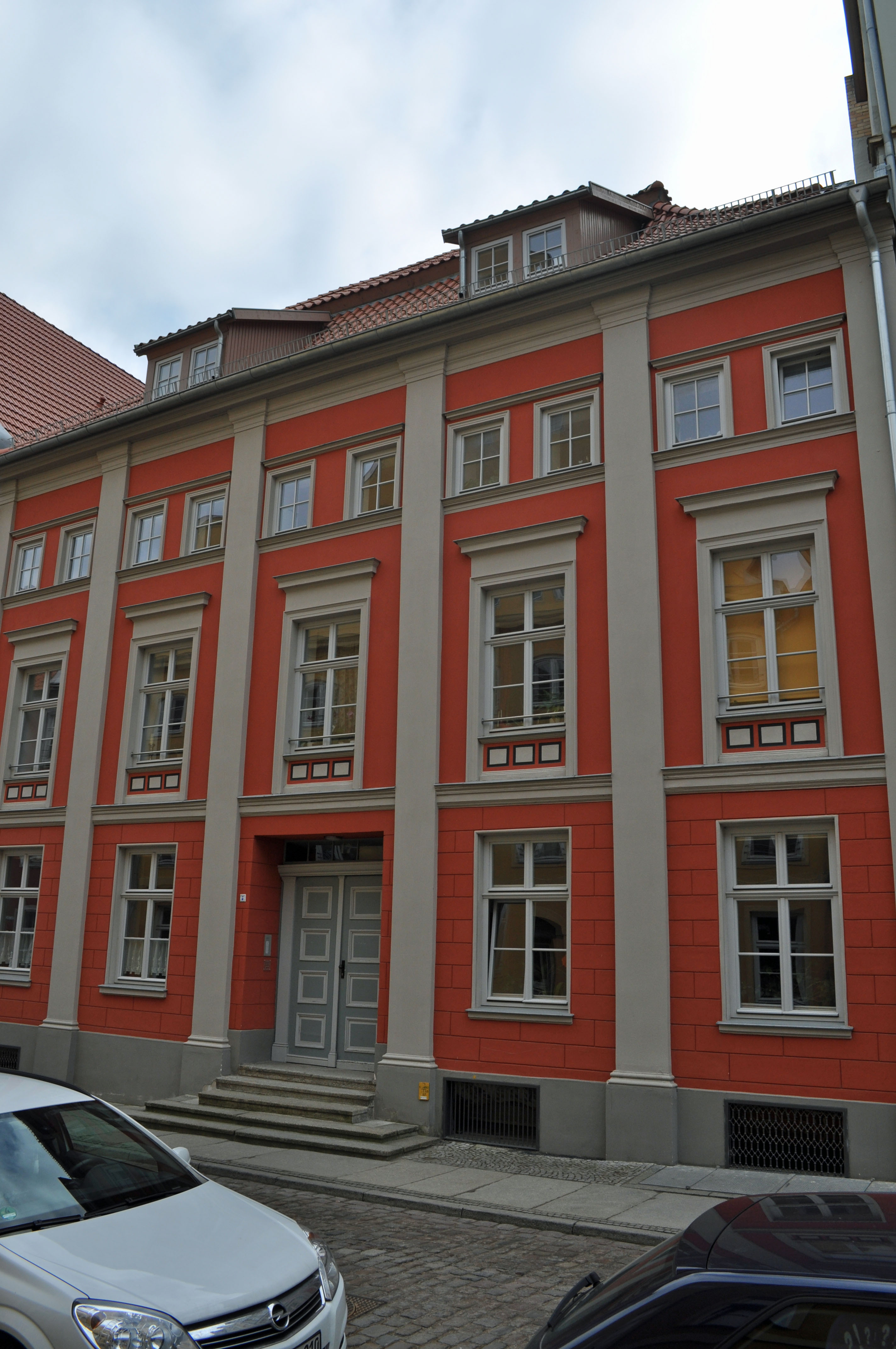
Das Haus Semlower Straße 17 in Stralsund (2012)

Das Gebäude mit der postalischen Adresse Semlower Straße 17 ist ein denkmalgeschütztes Bauwerk in der Semlower Straße in Stralsund.
Der zweieinhalbgeschossige und fünfachsige, traufständige Putzbau wurde in der zweiten Hälfte des 18. Jahrhunderts errichtet.
Die Fassade ist durch Kolossalpilaster gegliedert. Das erste Obergeschoss ist durch Fenstereinfassungen hervorgehoben. Die zweiflügelige Haustür in der mittigen Portalnische stammt aus dem 19. Jahrhundert.
Das Haus liegt im Kerngebiet des von der UNESCO als Weltkulturerbe anerkannten Stadtgebietes des Kulturgutes „Historische Altstädte Stralsund und Wismar“. In die Liste der Baudenkmale in Stralsund ist es mit der Nummer 707 eingetragen.